# ティーンズプロジェクト フレ☆フレ
『ティーンズプロジェクト フレ☆フレ』は、2012年4月6日から2014年3月までNHKEテレで放送されたNHK名古屋放送局制作の10代の若者を対象とした視聴者参加ドキュメント番組である。　

## 概要
50年の歴史に幕を閉じた道徳ドラマ番組の『中学生日記』の後番組である。2012年1月1日と3月18日にパイロット版が先行放送された。
「ひとりの夢が、みんなの夢に」をモットーとした視聴者参加型の若者応援番組である。スポーツや文化活動など、様々な分野で夢を叶えようとしている若者を「チャレンジャー」として紹介し、芸能人が「応援団長」として密着取材を行う。視聴者はチャレンジャーに対して「応援団員」として、番組ホームページを通じて様々な支援をすることができ、特に大きな貢献があった場合は番組で取り上げられる。
チャレンジャーは、まず「募集編」で活動の紹介と応援団員の募集を行い、応援団員の協力のもと約3か月にわたってプロジェクトを行う。その後、プロジェクトの成果と応援団員の貢献を「完結編」として放送し、プロジェクトは一区切りとなる。
2013年4月からは『Eダンスアカデミー』放送開始（定期番組化）に伴い土曜17:55 - 18:25に放送日時変更した。2014年3月をもって放送終了した。

## 放送時間
本放送
- 金曜日 18:55 - 19:25（Eテレ） - 2012年4月6日〜2013年3月22日
- 土曜日 17:55 - 18:25（Eテレ） - 2013年4月6日〜

再放送
- 土曜日 0:15 - 0:45（Eテレ）
- 土曜日 10:50 - 11:20（総合テレビ 東海・北陸地方のみ）
東海・北陸地方における総合テレビでの再放送は、2013年3月まで総合テレビ全国放送の『のんびりゆったり 路線バスの旅』と同じ時間帯であった。このため、2012年4月7日以降、東海・北陸地方では『のんびりゆったり 路線バスの旅』のレギュラー放送は行われず、『ろーかる直送便』を差し替えるなどの不定期での放送となった。

## 出演者・放映リスト
| No. | 放送タイトル                                               | チャレンジャー                            | 応援団長                          | 応援団員                                                                                            | 募集編 放送日  | 完結編 放送日  |
| --- | ---------------------------------------------------------- | ----------------------------------------- | --------------------------------- | --------------------------------------------------------------------------------------------------- | -------------- | -------------- |
| 01  | 今年にかける女子高生ボクサー                               | 林美涼                                    | ケイン・コスギ                    | 上野可蓮                                                                                            | 2012年1月1日   | 2012年4月6日   |
| 02  | ラスト・生徒会長                                           | 小林公介 （津南町立上郷中学校）           | 安倍なつみ                        | 栄光里、向井結子                                                                                    | 2012年1月1日   | 2012年4月20日  |
| 03  | 被災地へ入浴剤を届ける工作系男子                           | 中川翼                                    | 福田彩乃                          | 佐々木沙那                                                                                          | 2012年3月18日  | 2012年5月4日   |
| 04  | 17歳女性騎手の挑戦                                         | 小山紗知伽                                | もう中学生                        | 後藤清香                                                                                            | 2012年3月18日  | 2012年5月11日  |
| 05  | 夢はF1!高校生レーサー                                      | 林周平                                    | 福島和可菜                        | 仲島秀雄、平松美紀                                                                                  | 2012年4月13日  | 2012年6月8日   |
| 06  | ふるさとを元気に!ご当地アイドル                            | NYTS、常盤梨花                            | 白鳥久美子（たんぽぽ）            | 村上申平                                                                                            | 2012年4月13日  | 2012年6月15日  |
| 07  | ”幻”に挑む14歳カメラマン                                   | 吉田紀英                                  | 木村裕子                          | 上野実希恵、楠本優作                                                                                | 2012年4月27日  | 2012年6月29日  |
| 08  | 夢はお笑い部!落語少年                                      | 寺原大智                                  | ドーキンズ英里奈                  | 春風亭昇太（特別応援） 辻野光希、北本博子、見目日和                                                 | 2012年4月27日  | 2012年7月6日   |
| 09  | 故郷を離れ相撲にかける!相撲部員の挑戦                      | 松崎稜                                    | 小泉エリ                          | 池田亜侑美、平本瑞季                                                                                | 2012年6月1日   | 2012年7月20日  |
| 10  | 子どもたちを笑顔に!高校生ヒーロー                          | 今村睦央                                  | 長澤奈央                          | 中島妙音、橋本健作                                                                                  | 2012年6月1日   | 2012年7月27日  |
| 11  | 君たちを甲子園に連れていく!女子応援部                      | 堀愛理 （県立岐阜商業高校応援部）         | 中村アン                          | 馬渕敏男、千葉恵介、早川陽花                                                                        | 2012年6月22日  | 2012年9月14日  |
| 12  | ダゴで地元を盛り上げたい!てっぱん部                        | 冨安恭輔                                  | もう中学生                        | 戸田紗矢香                                                                                          | 2012年6月22日  | 2012年9月21日  |
| 13  | 命を救え!ライフセービング部                                | 根岸春果                                  | 福島和可菜                        | 小椋あかり、横山潤一                                                                                | 2012年8月3日   | 2012年9月28日  |
| 14  | 夢はチャンピオン!高校生ムエタイファイター                  | 伊藤勇真                                  | ドーキンズ英里奈                  | 秋山未来、樋口幸泰                                                                                  | 2012年8月3日   | 2012年10月12日 |
| 15  | リスナーを楽しませたい!ラジオDJ                            | 幹いずみ                                  | しずちゃん （南海キャンディーズ） | 東京大学クイズ研究会 早稲田大学アナウンス研究会 横浜国立大学放送研究会 フェリス女学院大学放送研究会 | 2012年9月7日   | 2012年11月2日  |
| 16  | ピンチを抜け出したい!女子高生カメラマン                    | 中島郷真                                  | 藤岡みなみ                        | 永井茂春、谷田潮音                                                                                  | 2012年9月7日   | 2012年11月9日  |
| 17  | 詩のボクシングに挑む!文学少年                              | 舛谷万象                                  | ねづっち（Wコロン）               | 太田香奈美                                                                                          | 2012年10月5日  | 2012年11月30日 |
| 18  | お魚スイーツに挑む!魚食系女子                              | 川代安花根 （福井県立小浜水産高校）       | ワッキー（ペナルティ）            | 大塚愛梨咲、神谷美樹                                                                                | 2012年10月5日  | 2012年12月8日  |
| 19  | 日本一の美牛を育てたい!乳牛クラブ                          | 原明樹                                    | 佐藤唯                            | 橋本恵、堤大樹、出口順也                                                                            | 2012年10月19日 | 2012年12月14日 |
| 20  | 太鼓一直線!熱血部長の挑戦                                  | 八木隆之介 （伊豆総合高校郷土芸能部）     | 篠田光亮                          | 中山亮、国際基督教大学ANGELS                                                                        | 2012年10月19日 | 2012年12月21日 |
| 21  | 被災地の「記憶」、ミュージカルで伝えたい!                  | 畠山沙樹                                  | 中川晃教                          | 斉藤明希、中川久秀                                                                                  | 2012年11月23日 | 2013年1月25日  |
| 22  | 作詞に挑む全盲の歌姫                                       | 上田若渚                                  | はなわ                            | 柴田萌花、和崎彩 岡崎高校コーラス部&近藤惠子                                                        | 2012年11月23日 | 2013年3月1日   |
| 23  | デニムの町の卒業制作                                       | 新崎真由                                  | 敦士                              | 青沼敦子                                                                                            | 2012年12月28日 | 2013年3月8日   |
| 24  | ストーンにかける青春                                       | 藤原勇輝                                  | 澤山璃奈                          | | 2012年12月28日 | 2013年3月15日  |
| 25  | 始動!アニメ制作プロジェクト!                               | 声優を夢見る“8人娘”                       | 平野綾                            | | 2013年2月1日   | 2013年4月13日  |
| 26  | 飛行機製作プロジェクト                                     | 工業高校生8人                             | 福田薫（U字工事）                 | | 2013年2月1日   | 2013年8月31日  |
| 27  | より速く!より正確に!七人の速記侍                           | 武士俣紗雪 （県立長岡商業高速記部）       | 風間俊介                          | 津田智史 菅原真悟（衆議院速記者）                                                                   |                | 2013年4月27日  |
| 28  | 全国制覇にトライを決めろ!高校生ラガール                    | 高司あやめ （神戸甲北高ラグビー部）       | 福徳秀介（ジャルジャル）          | 宮澤亜紀 五郎丸歩 （ヤマハ発動機ジュビロ）                                                          | 2013年3月8日   | 2013年5月5日   |
| 29  | 島からチャンピオンに!女子高生プロサーファー                | 須田那月                                  | ほんこん（130R）                  | 村上莉咲 青山一洋                                                                                   |                | 2013年5月11日  |
| 30  | 2人で1つの世界を!一輪車ペア演技女子                        | 渡辺南望・山本夏夢                        | 近藤良平（コンドルズ主宰）        | 太田守信                                                                                            |                | 2013年6月1日   |
| 31  | 被災地を元気に!〜福島・フラボーイズ誕生〜                  | 勿来工業高フラ愛好会                      | ワッキー（ペナルティ）            | 儀間兄弟 安藤青実 泉裕                                                                              |                | 2013年6月8日   |
| 32  | 一緒に“こぎ”ませんか?〜たった一人のボート部員〜            | 水野拓実 （天竜林業高ボート部）           | 吉澤ひとみ                        | 中桐佑輔 大城渚                                                                                     |                | 2013年6月15日  |
| 33  | ようこそ!カイジュウ・ショーへ 水族館・新人トレーナーの挑戦 | 山田優樹 （おたる水族館）                 | スギちゃん                        | 岩崎佐千代                                                                                          |                | 2013年6月29日  |
| 34  | 審判の日〜ホイッスルにかける青春〜                         | 松井伊織 （JVA審判員）                    | 髭男爵                            | 及川一音 千代延靖夫（FIVB国際審判員）                                                               |                | 2013年7月20日  |
| 35  | 出たいけど出たくない!〜補欠のリトルリーガーと全国大会〜    | 中島唯人                                  | 遠藤章造                          | 玉城美優 青柳大輔                                                                                   |                | 2013年7月27日  |
| 36  | 初音ミクのヒット曲を作りたい!                              | 大岩潤矢（クソガキP）                     | バッファロー吾郎                  | 朱凛（絵師） 17人の応援団員                                                                         |                | 2013年8月3日   |
| 37  | 丸太一本で川下り!〜“名人”をめざす高校生〜                  | 植田航平                                  | 武井壮                            | 徳島県立名西高校相撲部                                                                              |                | 2013年8月24日  |
| 38  | 北海道に初の1勝を!かるた同好会の挑戦                       | 桑名真璃                                  | 藤岡みなみ                        | 競技かるたドリームチーム                                                                            |                | 2013年9月7日   |
| 39  | シャッターで活気を!絵描き・中学生の熱い夏                  | 加悦雅乃                                  | 平井善之 （アメリカザリガニ）     | 田岡美樹子                                                                                          |                | 2013年9月14日  |
| 40  | 参上!文芸戦士・リテラクリーガー                            | 坂下雄斗                                  | ゴリ（ガレッジセール）            | 栗田将弘 大森夢叶 二階堂虎徹 佐々木康太 二階堂和世 斎藤はるか 小曽戸正則 金子紗耶                   |                | 2013年10月5日  |
| 41  | 遠くへ行きたい!〜一週間の自転車冒険記〜                    | 金子彬人                                  | 団長安田 （安田大サーカス）       | 池上隆虎                                                                                            |                | 2013年9月21日  |
| 42  | ふるさとの未来をおいしく!〜グルメ甲子園に挑む女子高生〜    | 戸田紗矢香 （静岡県立三ヶ日高校）         | 有野晋哉（よゐこ）                | 滑川竜矢                                                                                            |                | 2013年12月7日  |
| 43  | 海なし県に“夢あふれる水族館”を!                            | 阿部康平                                  | ゴルゴ松本（TIM）                 | 村上魁人 田村直行                                                                                   |                | 2013年10月19日 |
| 44  | 佐賀のモノマネ高校生 東京へ行く                            | 佛坂遼哉                                  | 花香よしあき                      | 米ジャグ（大道芸人）                                                                                |                | 2013年10月26日 |
| 45  | 105kmの友情〜6人で挑んだ“強行遠足”〜                       | チーム・ベクトル （山梨県立甲府第一高校） | Hi-Hi                             | 山本健一 （山岳マラソンランナー）                                                                   |                | 2013年11月9日  |
| 46  | 19歳の挑戦!子どもキャンプ                                  | 古川健太                                  | ドーキンズ英里奈                  | 遠藤真 亀田夏菜 髙橋聖羅                                                                            |                | 2013年11月16日 |
| 47  | あの人を楽しませたい!〜女子高生プロレスラーの凱旋試合〜    | つくし                                    | 長澤奈央                          | 金田佳子 （鹿嶋市コミュニティラジオ局パーソナリティ）                                               |                | 2013年12月28日 |
| 48  | 襷（たすき）を次へ!〜故郷の島の駅伝に挑む高校生〜          | 金元一樹                                  | 穴井千尋（HKT48）                 | 市川良子                                                                                            |                | 2014年1月11日  |
| 49  | 忍びの道を極めたい!〜心・技・体 三つの試練〜               | 中村拓海                                  | アントキの猪木                    | 内原智志                                                                                            |                | 2013年12月7日  |
| 50  | みんなでドッジするばい 〜弱小 小学生チームの反撃〜         | 畝刈マリンウェーブ                        |                                   | |                | 2014年2月15日  |
| 51  | 剣道 VS なぎなた 〜琴平高校 異種武道大会〜                 | 香川県立琴平高校 剣道部員                 | 井本貴史（ライセンス）            | 濱岡紀久子                                                                                          |                | 2014年1月18日  |
| 52  | サイエンス中学生 日本一への道                              | 愛媛県立今治東中等教育学校                |                                   | | 2013年12月7日  |                |

総集編
| タイトル       | No.        | 放送日         |
| -------------- | ---------- | -------------- |
| 挑戦ファイル01 | 01、02、03 | 2012年5月18日  |
| 挑戦ファイル02 | 05、06     | 2012年7月13日  |
| 挑戦ファイル03 | 09、12     | 2012年10月26日 |
| 挑戦ファイル04 | 13、16     | 2013年1月4日   |
| 挑戦ファイル05 | 18、20     | 2013年2月22日  |

アンコール
| No. | 放送日         |
| --- | -------------- |
| 04  | 2012年5月25日  |
| 03  | 2012年8月10日  |
| 08  | 2012年8月17日  |
| 07  | 2012年9月1日   |
| 10  | 2012年11月16日 |
| 18  | 2013年1月11日  |
| 14  | 2013年1月18日  |
| 17  | 2013年2月8日   |
| 19  | 2013年2月15日  |